# John Bevan Baker
Pour les articles homonymes, voir Baker.
John Stewart Bevan Baker (Staines-upon-Thames, 3 mai 1926 – 24 juin 1994) est un compositeur britannique, né en Angleterre, mais qui a résidé longtemps en Écosse.

## Biographie
John Stewart Bevan Baker, cadet de cinq enfants, est né à Staines (Middlesex), d'un père anglais, Bevan Braithwaite Baker (1890-1963) de la FRSE, professeur de mathematiques à la Royal Holloway, Université de Londres, et d'une mère écossaise, Margaret Stewart Barbour, née à Édimbourg. Il fréquente la Downs School, école élémentaire de Herefordshire, et en 1939 intègre la Blundell's School dans le Devon grâce à une bourse artistique. Il effectue son service militaire de 1944 à 1946 en tant que « Bevin Boy » dans une mine à Newbiggin (Northumberland). En 1946, il entre au Royal College of Music pour y étudier l'orgue et la composition. Parmi ses professeurs figurent Ralph Vaughan Williams et Gordon Jacob.
En 1949, il est assistant de l'organiste de Abbaye de Westminster. Il conserve cette position pendant deux ans, puis donne des conférences pour la Workers' Educational Association (en) et jouer en indépendant, de l'orgue à Londres.
Dès 1958, il s'installe en Écosse, à Aberdeen, pour y être carillonneur à l'église Saint Nicholas dans le centre-ville. C'est là qu'il rencontre June Findlay, avec qui il se marie en 1960. Ils ont cinq enfants : Sarah, Peter, Kate, Janet et Rachel. Baker enseigne à plein temps successivement au Collège Robert Gordon d'Aberdeen, à Whitehill Secondary School à Glasgow, puis à l'Académie de Fortrose sur The Black Isle dans les  Highlands. Endroit où s'installe la famille.
Ses dernières années à Fortrose sont des plus productives : il écrit et présente de nombreuses œuvres tant pour des musiciens amateurs que professionnels. Peter Maxwell Davies a décrit ces compositions comme « magnifiquement conçues, une musique transparente et franche, d'une grande chaleur et regorgeant de mélodies ».
Baker meurt le 24 juin 1994.

## Œuvres

### Orchestre
- Playground (1964)

### Musique de chambre et instrumentale
- Sonatina en fa majeur (1954)
- Suite pour piano (1962)
- Saint Andrew's Trio (1979)
- Inventions (1980)
- Rhapsody (1980)
- Triptych (1980)
- Duo (1981)
- Il Magnifico (1982)
- Elegy (1983)
- Legend (1983)
- Spring (1983)
- Clachdrum (1988)
- A Song for Kate (1988)
- The Ages of Man (1990)
- Fidach (1992)
- Four Humours pour clavecin (1992)
- Eclogue (1994)

### Vocales
- Tam 'o Shanter (1959)
- Five Sonnets of Edmund Spenser (1979)
- Rorate Coeli Desuper: A Hymn to the Nativity (1988)
- Dryads (1990)
- Six Scots Songs (1991)
- Songs of Courtship (1992)

### Musique de scène et pantomime
- The Little Red Hen (1966/1987)
- Ian the Fiddler (1967)
- Lord What Fools (1971)
- Watch This Space (1984)
- Red Riding Hood (1985)
- Beauty and the Beast (1987)

### Opéra
- The Seer (1993)

## Discographie
- Songs of Courtship et autres œuvres - Hebrides Ensemble, Sarah Bevan Baker (violon), William Conway (violoncelle), Douglas Boyd (hautbois), Graeme McNaught et Stuart Hope (piano) (octobre 2004, Linn CKD286)[6]